# Robert Kidston
Robert Kidston FRS (1852 - 1924) fue un paleobotánico escocés. Estudió botánica en la Universidad de Edimburgo, y más tarde estudió los restos fosilizados de Rhynie chert y trabajó en el British Geological Survey.
En los 1880s, a Kidston se le pidió catalogar la colección de plantas del Paleozoico del Museo Británico de Historia Natural, comenzando en febrero de 1883, completándolo en 1886.

## Honores
- 1902, electo miembro de la Royal Society
- 1916, Medalla Murchison de la Geological Society of London

- La abreviatura «Kidst.» se emplea para indicar a Robert Kidston como autoridad en la descripción y clasificación científica de los vegetales.[2]